# ژانگ رویون
ژانگ رویون (چینی ساده: 张若昀; چینی سنتی: 張若昀; پین‌یین: Zhāng Ruòyún؛ زادهٔ ۲۴ اوت ۱۹۸۸) بازیگر اهل چین است. او در سال ۲۰۰۷ از آکادمی فیلم پکن فارغ‌التحصیل شد. در سال ۲۰۱۷، ژانگ در جایگاه نود و چهارم جدول ۱۰۰ سلبریتی چینی فوربز قرار گرفت. او در مجموعه تلویزیونی لذت زندگی (۲۰۱۹) ایفای نقش کرده‌است.

## زندگی شخصی
ژانگ و بازیگر تانگ ییشین رابطه خود را در ۲ اوت ۲۰۱۷ از طریق ویبو فاش کردند. آنها در ۲۷ ژوئن ۲۰۱۹ پس از حدود ۹ سال قرار گذاشتن، ازدواج کردند.

## فیلم‌شناسی

### فیلم
| سال  | عنوان                          | نقش         | توضیحات |
| ---- | ------------------------------ | ----------- | ------- |
| ۲۰۱۶ | آسمان در آتش                   | پان زی‌ون    |         |
| ۲۰۱۸ | آجیل                           | هوانگ جیان  | [ ۴ ]   |
| ۲۰۲۱ | ۱۹۲۱                           | لیو شائو چی |         |
| ن/م  | Evacuate From the 21st Century |             |         |